# 印度缀壳螺
印度缀壳螺（学名：Onustus indicus）是缀壳螺科的一种。主要分布于中国大陆、台湾，常栖息在潮下带。